# Фондација Милан Злоковић
Фондација Милан Злоковић,  је невладина, непрофитна фондација.
Основана је са циљем да очува сећање на лик и дело српског и југословенског архитекте и универзитетског професора Милана Злоковића.
Фондација Милан Злоковић се залаже за обраду и чување докумената из заоставштине архитекте Злоковића, рад на критичкој анализи до сада неистражених радова, очување и заштиту изграђених објеката архитекте (посебно споменика културе) као и промоцију лика и дела Милана Злоковића.
Фондација даје могућност приступа истраживачима и научницима документацији, скицама и цртежима Милана Злоковића као и публикацијама у поседу удружења.
До сада је посредством фондације организовано неколико трибина и изложби у Београду.
Са Удружењем за културу, уметност и међународну сарадњу „Адлигат” остварују сарадњу и у Адлигату се налази део библиотеке Милана Злоковића.